# Noord-Koreaans voetbalelftal (mannen)
Het Noord-Koreaanse voetbalelftal is een team van voetballers dat Noord-Korea vertegenwoordigt bij internationale wedstrijden en competities, zoals de kwalificatiewedstrijden voor het wereldkampioenschap voetbal en het Aziatisch kampioenschap voetbal.
Het team wist zich tweemaal te kwalificeren voor een WK: in 1966, waar het de kwartfinale haalde, en 2010, waar het de groepsfase niet overleefde. Daarnaast haalde het vijf keer de eindronde van het Aziatisch kampioenschap voetbal, waarvan de kwalificaties voor de toernooien van 2011 en 2015 behaald werden door eindoverwinningen in de AFC Challenge Cup.
Met 118 interlands is Ri Myong-guk de recordinternational, Jong Il-Gwan is de topschutter aller tijden met 25 goals.

## Geschiedenis
In de kwalificatiecampagne voor het WK 1966, de eerste kwalificatiecampagne waaraan werd deelgenomen, slaagde Noord-Korea er meteen in zich te kwalificeren voor een internationaal toernooi. Het won de kwalificatiegroep door twee keer te winnen van Australië, terwijl Zuid-Korea zich terugtrok uit de kwalificaties en Zuid-Afrika gediskwalificeerd.
Op het WK opende Noord-Korea met een 3-0-nederlaag tegen de Sovjet-Unie. In de tweede groepswedstrijd leek Chili lange tijd met 1-0 te gaan winnen, maar in het slot maakte Pak Seung-zin alsnog gelijk. In de laatste groepswedstrijd was Italië de tegenstander. Italië trad aan met topspelers als Gianni Rivera en Sandro Mazzola en was torenhoog favoriet, maar moest winnen om de volgende ronde te halen. Tegen alle verwachtingen in wisten de Noord-Koreanen te winnen na een doelpunt van Pak Doo-ik. Italië was zodoende uitgeschakeld, Noord-Korea stootte na de Sovjet-Unie als tweede in de groep door. Daarmee werd het het eerste Aziatische land dat de tweede ronde kon bereiken. In de kwartfinale tegen Portugal kwam Noord-Korea zowaar met 3–0 voor, maar dankzij vier goals van Eusébio, werd de wedstrijd alsnog verloren met 3–5. Niettemin werden de Noord-Koreaanse spelers bij thuiskomst onthaald als nationale helden.

### WK 2010
44 jaar na het succesvolle toernooi in Engeland mocht Noord-Korea in 2010 opnieuw naar het wereldkampioenschap. In Zuid-Afrika ging het hen echter minder goed af. In de eerste groepswedstrijd verloren ze nipt met 2-1 van Brazilië, de aansluitingstreffer van Ji Yun-nam kwam te laat. Hierna werd met liefst 7–0 van Portugal verloren. Dit was de zwaarste Noord-Koreaanse nederlaag ooit. Tevens was dit de eerste wedstrijd van het elftal die live in Noord-Korea werd uitgezonden. Ook de laatste groepswedstrijd, tegen Ivoorkust, werd verloren: 3–0. Het toernooi zat er voor de Koreanen dus op na de groepsfase.
Voor de start van het toernooi had Noord-Korea geprobeerd de regels te omzeilen door met Kim Myong-won een extra spits in de selectie te smokkelen, zogezegd als derde doelman. Het bedrog werd echter ontmaskerd, en de FIFA maakte bekend dat Kim dan ook enkel als doelman zou mogen aantreden. Tijdens het WK ging het gerucht dat vóór de eerste wedstrijd vier spelers spoorloos waren verdwenen. Een aangekondigde persconferentie hierover verviel. Na thuiskomst moesten de spelers en met name de coach een officiële, urenlange 'ideologische' berisping ondergaan volgens Asia News. De FIFA eiste opheldering hierover, maar zei eind augustus 2010 genoeg bewijs te hebben dat de aantijgingen niet klopten.

## Prestaties op eindrondes

### Wereldkampioenschap
| Wereldkampioenschap voetbal overzicht | Wereldkampioenschap voetbal overzicht | Wereldkampioenschap voetbal overzicht | Wereldkampioenschap voetbal overzicht | Wereldkampioenschap voetbal overzicht | Wereldkampioenschap voetbal overzicht | Wereldkampioenschap voetbal overzicht | Wereldkampioenschap voetbal overzicht | Wereldkampioenschap voetbal overzicht |
| Jaar                                  | Ronde                                 | Wed.                                  | W                                     | G                                     | V                                     | DV                                    | DT                                    | Kwal                                  |
| ------------------------------------- | ------------------------------------- | ------------------------------------- | ------------------------------------- | ------------------------------------- | ------------------------------------- | ------------------------------------- | ------------------------------------- | ------------------------------------- |
| 1966                                  | Kwartfinale                           | 4                                     | 1                                     | 1                                     | 2                                     | 5                                     | 9                                     | (Kwal.)                               |
| 1970                                  | Teruggetrokken                        | Teruggetrokken                        | Teruggetrokken                        | Teruggetrokken                        | Teruggetrokken                        | Teruggetrokken                        | Teruggetrokken                        | Teruggetrokken                        |
| 1974                                  | Niet gekwalificeerd                   | Niet gekwalificeerd                   | Niet gekwalificeerd                   | Niet gekwalificeerd                   | Niet gekwalificeerd                   | Niet gekwalificeerd                   | Niet gekwalificeerd                   | Niet gekwalificeerd                   |
| 1978                                  | Teruggetrokken                        | Teruggetrokken                        | Teruggetrokken                        | Teruggetrokken                        | Teruggetrokken                        | Teruggetrokken                        | Teruggetrokken                        | Teruggetrokken                        |
| 1982                                  | Niet gekwalificeerd                   | Niet gekwalificeerd                   | Niet gekwalificeerd                   | Niet gekwalificeerd                   | Niet gekwalificeerd                   | Niet gekwalificeerd                   | Niet gekwalificeerd                   | Niet gekwalificeerd                   |
| 1986                                  | Niet gekwalificeerd                   | Niet gekwalificeerd                   | Niet gekwalificeerd                   | Niet gekwalificeerd                   | Niet gekwalificeerd                   | Niet gekwalificeerd                   | Niet gekwalificeerd                   | Niet gekwalificeerd                   |
| 1990                                  | Niet gekwalificeerd                   | Niet gekwalificeerd                   | Niet gekwalificeerd                   | Niet gekwalificeerd                   | Niet gekwalificeerd                   | Niet gekwalificeerd                   | Niet gekwalificeerd                   | Niet gekwalificeerd                   |
| 1994                                  | Niet gekwalificeerd                   | Niet gekwalificeerd                   | Niet gekwalificeerd                   | Niet gekwalificeerd                   | Niet gekwalificeerd                   | Niet gekwalificeerd                   | Niet gekwalificeerd                   | Niet gekwalificeerd                   |
| 1998                                  | Geen deelname                         | Geen deelname                         | Geen deelname                         | Geen deelname                         | Geen deelname                         | Geen deelname                         | Geen deelname                         | Geen deelname                         |
| 2002                                  | Geen deelname                         | Geen deelname                         | Geen deelname                         | Geen deelname                         | Geen deelname                         | Geen deelname                         | Geen deelname                         | Geen deelname                         |
| 2006                                  | Niet gekwalificeerd                   | Niet gekwalificeerd                   | Niet gekwalificeerd                   | Niet gekwalificeerd                   | Niet gekwalificeerd                   | Niet gekwalificeerd                   | Niet gekwalificeerd                   | Niet gekwalificeerd                   |
| 2010                                  | Groepsfase                            | 3                                     | 0                                     | 0                                     | 3                                     | 1                                     | 12                                    | (Kwal.)                               |
| 2014                                  | Niet gekwalificeerd                   | Niet gekwalificeerd                   | Niet gekwalificeerd                   | Niet gekwalificeerd                   | Niet gekwalificeerd                   | Niet gekwalificeerd                   | Niet gekwalificeerd                   | Niet gekwalificeerd                   |
| 2018                                  | Niet gekwalificeerd                   | Niet gekwalificeerd                   | Niet gekwalificeerd                   | Niet gekwalificeerd                   | Niet gekwalificeerd                   | Niet gekwalificeerd                   | Niet gekwalificeerd                   | Niet gekwalificeerd                   |
| 2022                                  | Teruggetrokken                        | Teruggetrokken                        | Teruggetrokken                        | Teruggetrokken                        | Teruggetrokken                        | Teruggetrokken                        | Teruggetrokken                        | Teruggetrokken                        |
| 2026                                  | Niet gekwalificeerd                   | Niet gekwalificeerd                   | Niet gekwalificeerd                   | Niet gekwalificeerd                   | Niet gekwalificeerd                   | Niet gekwalificeerd                   | Niet gekwalificeerd                   | Niet gekwalificeerd                   |

### Aziatisch kampioenschap
| Aziatisch kampioenschap voetbal overzicht | Aziatisch kampioenschap voetbal overzicht | Aziatisch kampioenschap voetbal overzicht | Aziatisch kampioenschap voetbal overzicht | Aziatisch kampioenschap voetbal overzicht | Aziatisch kampioenschap voetbal overzicht | Aziatisch kampioenschap voetbal overzicht | Aziatisch kampioenschap voetbal overzicht | Aziatisch kampioenschap voetbal overzicht |
| Jaar                                      | Ronde                                     | Wed.                                      | W                                         | G                                         | V                                         | DV                                        | DT                                        | Kwal                                      |
| ----------------------------------------- | ----------------------------------------- | ----------------------------------------- | ----------------------------------------- | ----------------------------------------- | ----------------------------------------- | ----------------------------------------- | ----------------------------------------- | ----------------------------------------- |
| 1976                                      | Teruggetrokken (na kwalificatie)          | Teruggetrokken (na kwalificatie)          | Teruggetrokken (na kwalificatie)          | Teruggetrokken (na kwalificatie)          | Teruggetrokken (na kwalificatie)          | Teruggetrokken (na kwalificatie)          | Teruggetrokken (na kwalificatie)          | Teruggetrokken (na kwalificatie)          |
| 1980                                      | Vierde                                    | 6                                         | 3                                         | 0                                         | 3                                         | 10                                        | 12                                        | (Kwal.)                                   |
| 1984                                      | Geen deelname                             | Geen deelname                             | Geen deelname                             | Geen deelname                             | Geen deelname                             | Geen deelname                             | Geen deelname                             | Geen deelname                             |
| 1988                                      | Niet gekwalificeerd                       | Niet gekwalificeerd                       | Niet gekwalificeerd                       | Niet gekwalificeerd                       | Niet gekwalificeerd                       | Niet gekwalificeerd                       | Niet gekwalificeerd                       | Niet gekwalificeerd                       |
| 1992                                      | Groepsfase                                | 3                                         | 0                                         | 1                                         | 2                                         | 2                                         | 5                                         | (Kwal.)                                   |
| 1996                                      | Geen deelname                             | Geen deelname                             | Geen deelname                             | Geen deelname                             | Geen deelname                             | Geen deelname                             | Geen deelname                             | Geen deelname                             |
| 2000                                      | Niet gekwalificeerd                       | Niet gekwalificeerd                       | Niet gekwalificeerd                       | Niet gekwalificeerd                       | Niet gekwalificeerd                       | Niet gekwalificeerd                       | Niet gekwalificeerd                       | Niet gekwalificeerd                       |
| 2004                                      | Niet gekwalificeerd                       | Niet gekwalificeerd                       | Niet gekwalificeerd                       | Niet gekwalificeerd                       | Niet gekwalificeerd                       | Niet gekwalificeerd                       | Niet gekwalificeerd                       | Niet gekwalificeerd                       |
| 2007                                      | Geen deelname                             | Geen deelname                             | Geen deelname                             | Geen deelname                             | Geen deelname                             | Geen deelname                             | Geen deelname                             | Geen deelname                             |
| 2011                                      | Groepsfase                                | 3                                         | 0                                         | 1                                         | 2                                         | 0                                         | 2                                         | (Kwal.)                                   |
| 2015                                      | Groepsfase                                | 3                                         | 0                                         | 0                                         | 3                                         | 2                                         | 7                                         | (Kwal.)                                   |
| 2019                                      | Groepsfase                                | 3                                         | 0                                         | 0                                         | 3                                         | 1                                         | 14                                        | (Kwal.)                                   |
| 2023                                      | Teruggetrokken                            | Teruggetrokken                            | Teruggetrokken                            | Teruggetrokken                            | Teruggetrokken                            | Teruggetrokken                            | Teruggetrokken                            | Teruggetrokken                            |

| Oost-Aziatisch kampioenschap voetbal overzicht | Oost-Aziatisch kampioenschap voetbal overzicht | Oost-Aziatisch kampioenschap voetbal overzicht | Oost-Aziatisch kampioenschap voetbal overzicht | Oost-Aziatisch kampioenschap voetbal overzicht | Oost-Aziatisch kampioenschap voetbal overzicht | Oost-Aziatisch kampioenschap voetbal overzicht | Oost-Aziatisch kampioenschap voetbal overzicht | Oost-Aziatisch kampioenschap voetbal overzicht |
| Jaar                                           | Ronde                                          | Wed.                                           | W                                              | G                                              | V                                              | DV                                             | DT                                             | Kwal                                           |
| ---------------------------------------------- | ---------------------------------------------- | ---------------------------------------------- | ---------------------------------------------- | ---------------------------------------------- | ---------------------------------------------- | ---------------------------------------------- | ---------------------------------------------- | ---------------------------------------------- |
| 2003                                           | Teruggetrokken                                 | Teruggetrokken                                 | Teruggetrokken                                 | Teruggetrokken                                 | Teruggetrokken                                 | Teruggetrokken                                 | Teruggetrokken                                 | Teruggetrokken                                 |
| 2005                                           | Derde                                          | 3                                              | 1                                              | 1                                              | 1                                              | 1                                              | 2                                              | (Kwal.)                                        |
| 2008                                           | Vierde                                         | 3                                              | 0                                              | 2                                              | 1                                              | 3                                              | 5                                              | (Kwal.)                                        |
| 2010                                           | Niet gekwalificeerd                            | Niet gekwalificeerd                            | Niet gekwalificeerd                            | Niet gekwalificeerd                            | Niet gekwalificeerd                            | Niet gekwalificeerd                            | Niet gekwalificeerd                            | Niet gekwalificeerd                            |
| 2013                                           | Niet gekwalificeerd                            | Niet gekwalificeerd                            | Niet gekwalificeerd                            | Niet gekwalificeerd                            | Niet gekwalificeerd                            | Niet gekwalificeerd                            | Niet gekwalificeerd                            | Niet gekwalificeerd                            |
| 2015                                           | Derde                                          | 3                                              | 1                                              | 1                                              | 1                                              | 2                                              | 3                                              | (Kwal.)                                        |
| 2017                                           | Vierde                                         | 3                                              | 0                                              | 1                                              | 2                                              | 1                                              | 3                                              | (Kwal.)                                        |
| 2019                                           | Niet gekwalificeerd                            | Niet gekwalificeerd                            | Niet gekwalificeerd                            | Niet gekwalificeerd                            | Niet gekwalificeerd                            | Niet gekwalificeerd                            | Niet gekwalificeerd                            | Niet gekwalificeerd                            |
| 2022–2025                                      | Geen deelname                                  | Geen deelname                                  | Geen deelname                                  | Geen deelname                                  | Geen deelname                                  | Geen deelname                                  | Geen deelname                                  | Geen deelname                                  |

| AFC Challenge Cup overzicht | AFC Challenge Cup overzicht | AFC Challenge Cup overzicht | AFC Challenge Cup overzicht | AFC Challenge Cup overzicht | AFC Challenge Cup overzicht | AFC Challenge Cup overzicht | AFC Challenge Cup overzicht | AFC Challenge Cup overzicht |
| Jaar                        | Ronde                       | Wed.                        | W                           | G                           | V                           | DV                          | DT                          | Kwal                        |
| --------------------------- | --------------------------- | --------------------------- | --------------------------- | --------------------------- | --------------------------- | --------------------------- | --------------------------- | --------------------------- |
| 2008                        | Derde                       | 3                           | 1                           | 1                           | 1                           | 6                           | 2                           |                             |
| 2010                        | Kampioen                    | 5                           | 3                           | 2                           | 0                           | 14                          | 2                           |                             |
| 2012                        | Kampioen                    | 5                           | 5                           | 0                           | 0                           | 12                          | 1                           | (Kwal.)                     |
| 2014                        | Geen deelname               | Geen deelname               | Geen deelname               | Geen deelname               | Geen deelname               | Geen deelname               | Geen deelname               | Geen deelname               |

## FIFA-wereldranglijst[8]
| 1993 | 1994 | 1995 | 1996 | 1997 | 1998 | 1999 | 2000 | 2001 | 2002 | 2003 | 2004 | 2005 | 2006 | 2007 | 2008 | 2009 | 2010 | 2011 | 2012 | 2013 | 2014 | 2015 | 2016 | 2017 | 2018 | 2019 |
| ---- | ---- | ---- | ---- | ---- | ---- | ---- | ---- | ---- | ---- | ---- | ---- | ---- | ---- | ---- | ---- | ---- | ---- | ---- | ---- | ---- | ---- | ---- | ---- | ---- | ---- | ---- |
| 62   | 84   | 117  | 144  | 166  | 158  | 172  | 142  | 136  | 124  | 117  | 95   | 82   | 113  | 115  | 113  | 86   | 108  | 110  | 99   | 138  | 150  | 105  | 125  | 126  | 109  | 126  |